# André Saint-Rémy
Pour les articles homonymes, voir André et Saint-Rémy.
André Saint-Rémy, né le 12 mars 1913 à Saint-Josse-ten-Noode et y décédé le 14 juin 1984, est un homme politique belge du PSC (Parti Social Chrétien).

## Biographie
Saint-Rémy est docteur en droit et fut conseiller communal (de 1946 à 1968) et bourgmestre de Saint-Josse-ten-Noode (de 1947 à 1953). Il est le quatorzième premier magistrat de la commune.
En 1954, il quitte le PSC avec le bourgmestre de Woluwe-Saint-Pierre Jean-Marie Evrard pour former un Rassemblement social-chrétien de la liberté (RSCL, 1954-1957) qui recueille 40.622 voix (4.99 %) aux élections législatives belges de 1954. Saint-Rémy est élu, puis rejoint les rangs PSC l'année suivante à l'occasion de l'opposition à la loi Collard.
En 1970, il devient conseiller communal à Woluwe-Saint-Pierre.
En 1979, il était le président de l'Association belge-sudafricaine, soutenant l'apartheid[réf. à confirmer][Pas dans la source].